# Nissan D21
O D21 (vendido em alguns mercados como King Cab) é um picape produzido pela Nissan entre 1986 e 1997. Foi substituído pelo Nissan Frontier, também vendido como Nissan Navara em alguns mercados, como no americano.

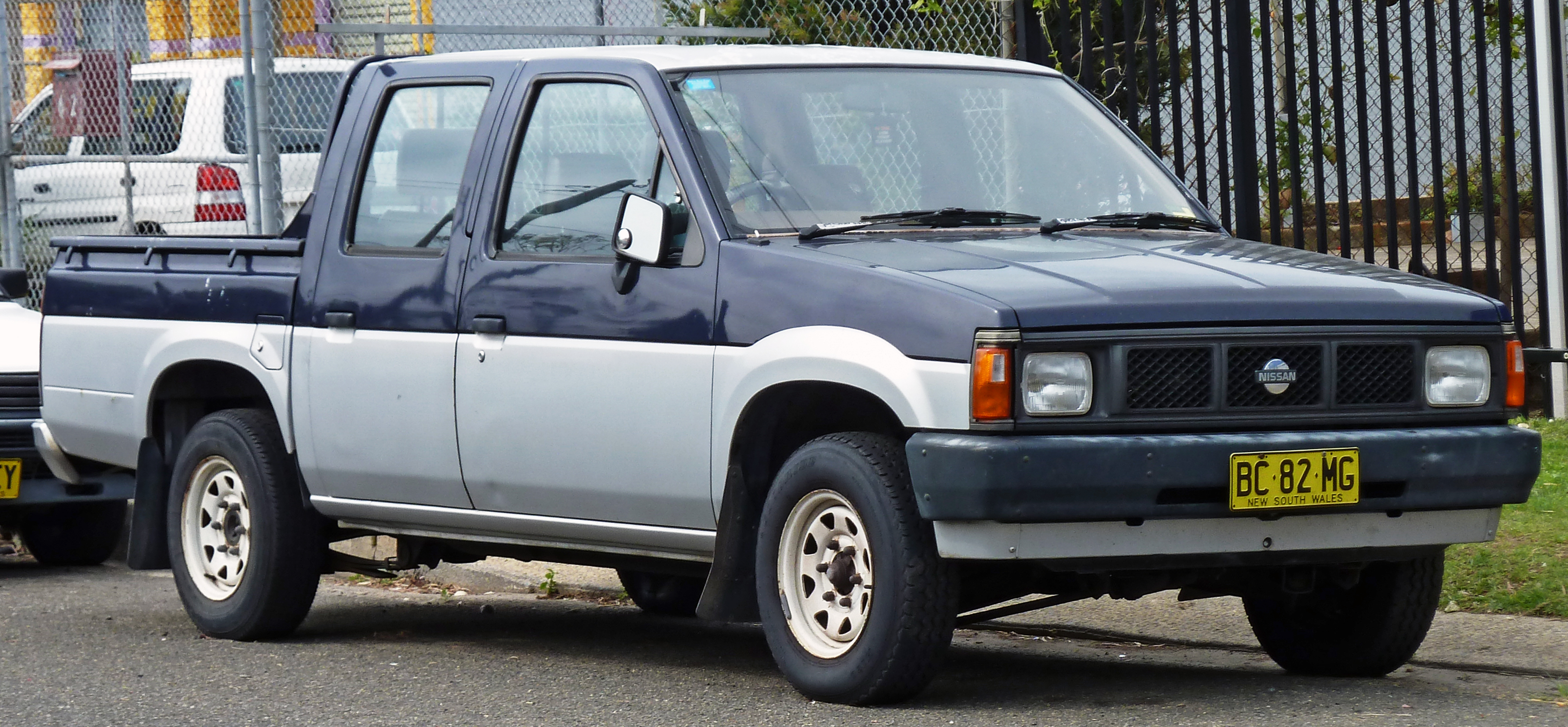
Nissan D21, versão americana (1ª geração)